# Parus cinereus
Parus cinereus là loài chim bạc má thuộc họ Paridae. Loài này được tạo thành từ một số quần thể trước đây được coi là phân loài của loài bạc má lớn (Parus major). Những con chim này có lưng màu xám và phần dưới màu trắng. Loài bạc má lớn hiện được phân biệt với loài này bởi lưng màu xanh lá cây nhạt và phần dưới màu vàng nhạt của chúng. Sự phân bố của loài này trải dài từ các vùng của Tây Á đến Nam Á và vào cả Đông Nam Á.

## Mô tả

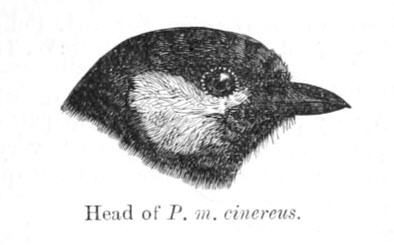
Hoa văn trên đầu

Giống như các loài khác trong chi, loài này có một đường đen rộng trên bụng và không có mào. Loài bạc má này nằm trong nhóm các loài dễ bị nhầm lẫn, chúng đặc trưng với lưng màu xám, đầu màu đen, mảng trắng trên má và cánh có sọc màu trắng. Phần dưới có màu trắng với một đường màu đen ở giữa chạy dọc theo chiều dài. Con mái có đường ở bụng hẹp hơn và xỉn màu hơn. Các lông đuôi phía trên màu xám tro trong khi đuôi có màu đen với 4 cặp lông ở giữa ở phần tơ bên ngoài có màu xám tro và chỉ có cặp lông ở giữa có đỉnh lông màu trắng. Cặp lông thứ năm có màu trắng, thân ống của lông màu đen và một dải màu đen ở phần tơ bên trong. Cặp lông đuôi ngoài cùng đều có màu trắng với cuống lông đen. Phần bị che khuất bên dưới đuôi có màu đen về phía giữa và màu trắng ở hai bên.

## Phân loài
Một số phân loài trước đây được đặt trong loài Parus major, hiện thuộc loài này (tất cả các phân loài này đều có lưng màu xám thay vì màu xanh nhạt khi trưởng thành, mặc dù chim non có thể có lưng màu xanh lá cây và phần dưới màu vàng nhạt). Những quần thể địa lý tách biệt này thể hiện sự khác biệt chủ yếu ở sắc thái của màu xám, phạm vi màu trắng trên lông đuôi và kích thước, mặc dù sự thay đổi kích thước chủ yếu là tập hợp những điểm dị biệt giữa những sinh vật đồng loại:
- cinereus Vieillot, Mẫu đề cử năm 1818 từ Java và Lesser Sundas
- intermedius Zarudny, 1890 - Iran và Turkmenistan
- decolorans Koelz, 1939 - Afghanistan và Pakistan.
- ziaratensis Whistler, 1929 - miền nam Afghanistan và phía tây Pakistan (rất nhạt và hơi xanh, gần giống với Parus bokharensis[11])
- caschmirensis E. J. O. Hartert, 1905 - Phía tây dãy Himalaya (có mảng màu xám ở ót[6])
- nipalensis Hodgson, 1837 - Subhimalaya (bao gồm planorum ở đồng bằng Punjab)
- vauriei Ripley, 1950 - đông bắc Tiểu lục địa Ấn Độ[12]
- stupae Koelz, 1939 - Bán đảo Ấn Độ
- mahrattarum E. J. O. Hartert, 1905 - Western Ghats và Sri Lanka
- templorum Meyer de Schauensee, 1946 - Tây Thái Lan và phía nam Đông Dương
- hainanus E. J. O. Hartert, 1905 - Hainan I.
- ambiguus (Raffles, 1822) - Bán đảo Mã Lai và Sumatra
- sarawacensis Slater, 1885 - Borneo